# 美国海岸警卫队
美國海岸警衞隊（英語：United States Coast Guard，缩寫为 ）是美國軍隊的海岸巡防隊，亦是美國八個联邦制服部队之一。海岸防衛隊作為海事部隊，專責處理各類海事執法事宜（職權涵蓋12浬領海及國際水域）及執行聯邦管制規定，地位特殊。和平時期部隊受國土安全部管轄，如有需要美國總統可下令部隊移交美國海軍部指揮，國會亦有權在戰時下達相同命令。
美國首任美國財政部長亞歷山大‧漢彌爾頓早於1790年8月4日創立美國海關稅收局（Revenue-Marine），亦即後來的海岸防衛隊，因此部隊視己為美國最悠久的海航部門。截至2018年，部隊一共有約40,992名男女在役、7,000名預備役、31,000名輔助人員及8,577個全職行政員工。
海岸防衛隊的司法權有別於其他五個軍種，部隊受《美國法典》第10章以及相關典籍（第6、14、19、三十三、46章等等）監管。正因如此，基於美國法典第14章，部隊得聽命於國防部或直接奉總統令履行軍事任務。
部隊常務為確保海事安全、執行海事保安及管理海務事宜，法典第六章明文寫有十一個部隊法定任務。
防衛隊格言為拉丁文，字面意思是「時刻準備就緒」。

## 職責
美國海岸防衛隊基本職責有三，細分為11個法定任務。基本職責為海事安全、海事保安及管理海務事宜。而11個法定任務則可分為國土安全任務和傳統任務兩大類。
- 傳統任務有海事安全、搜索及拯救、協助導航、海洋生態資源（漁政執法）、海洋環境保護及海冰事務。
- 國土安全任務包括港口、水路及海岸保安，毒品及移民查禁、防衛預備和其他執法行動。

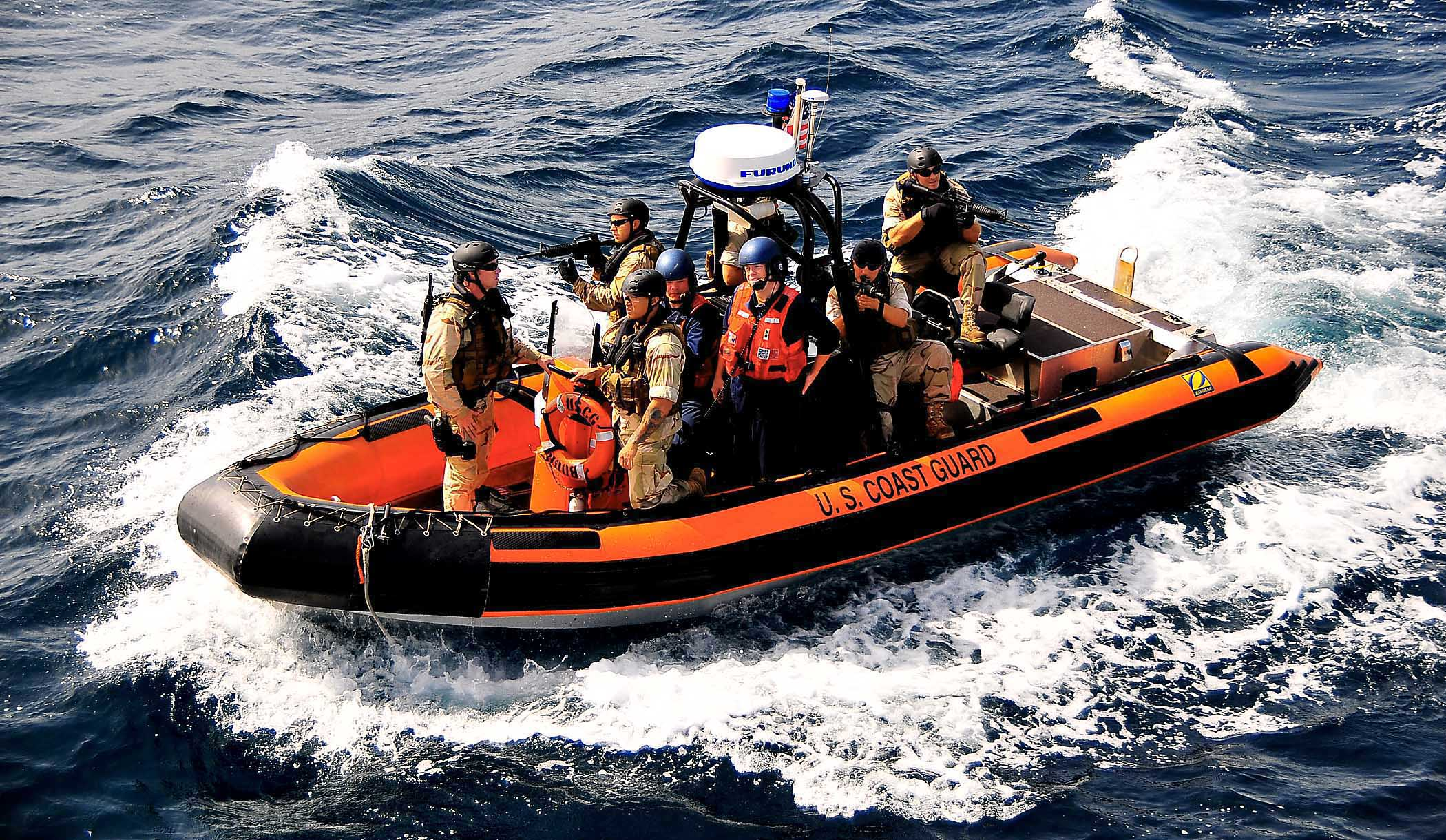
與美軍聯合行動的海岸警卫队
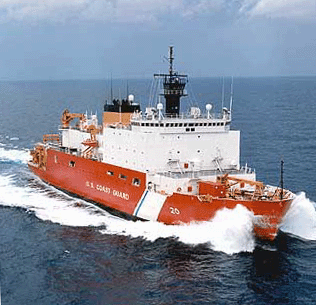
希利號破冰船
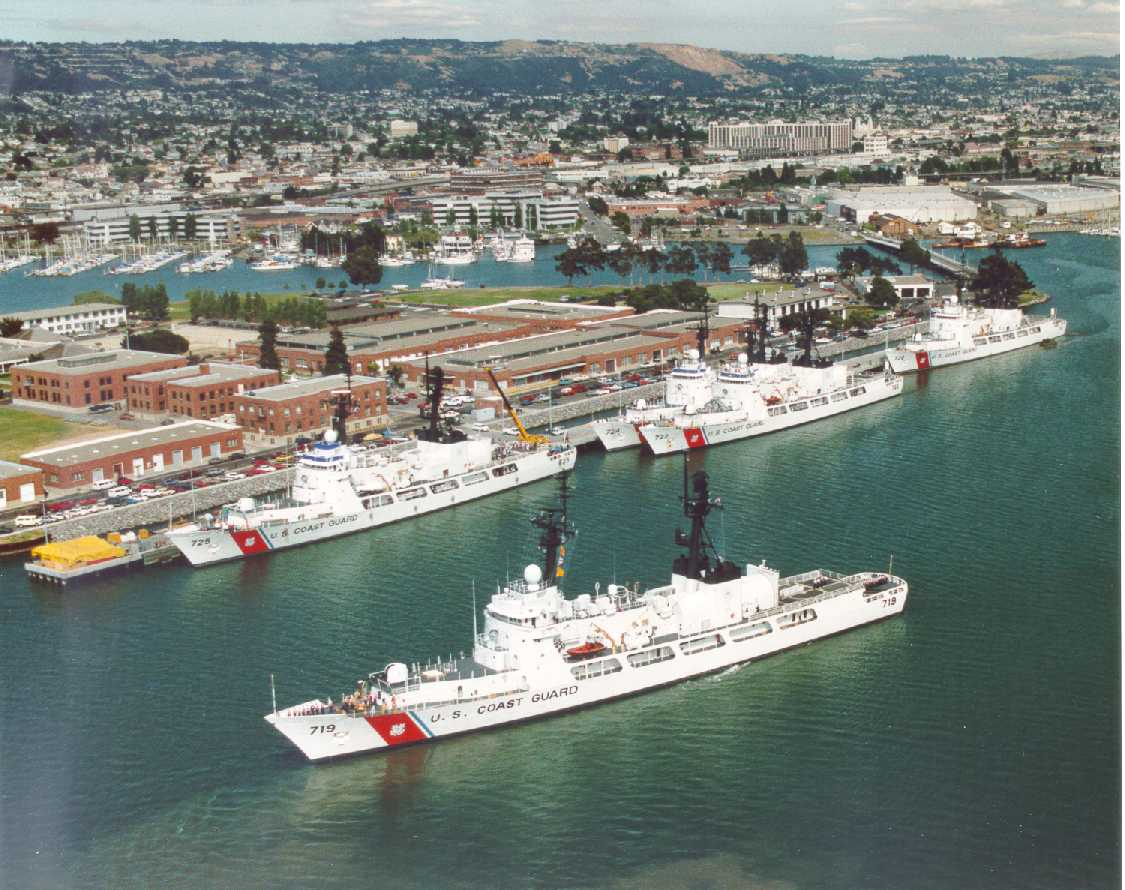
漢密爾頓級巡邏艦（已退役）
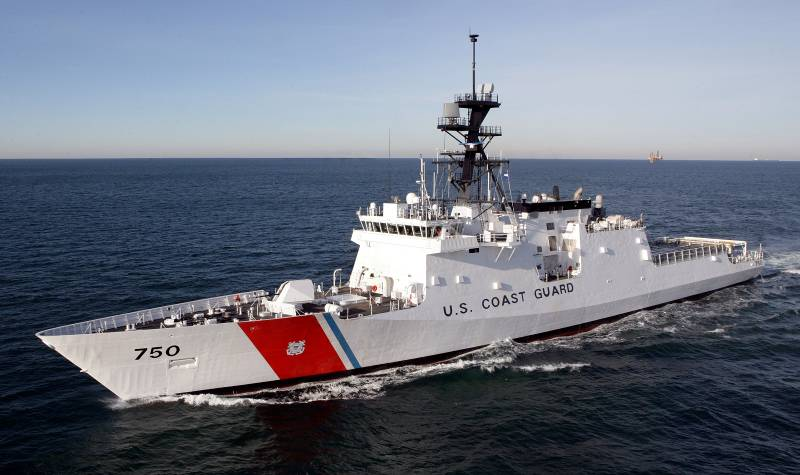
傳奇級國家安全艦
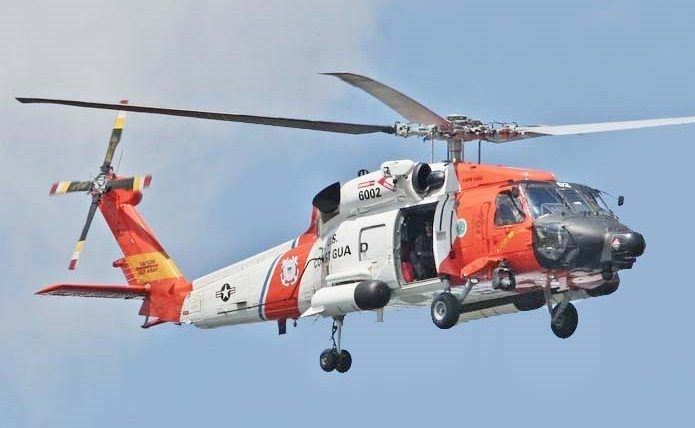
MH-60T/HH-60J 松鴉鷹直升機
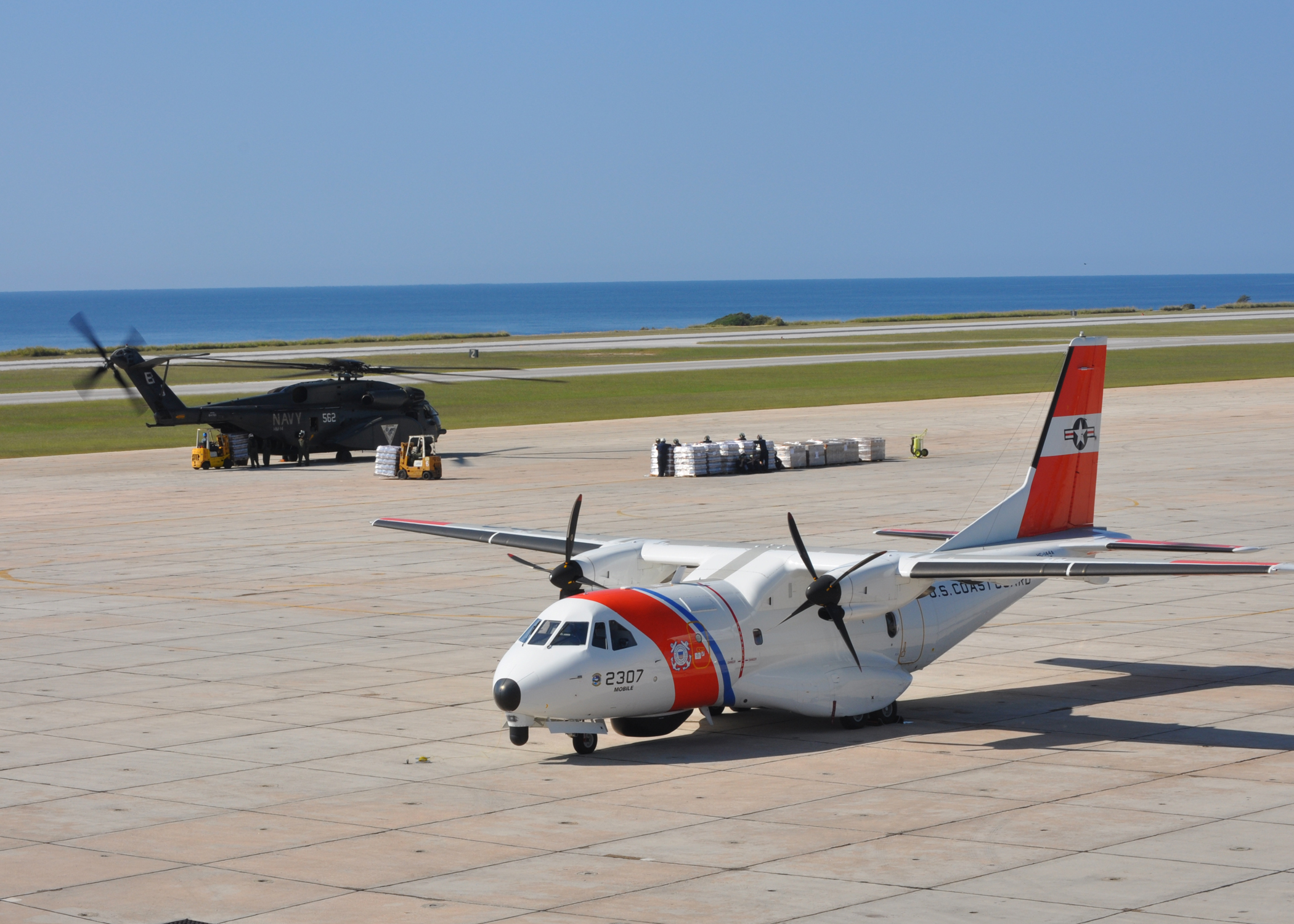
HC-144A巡邏機
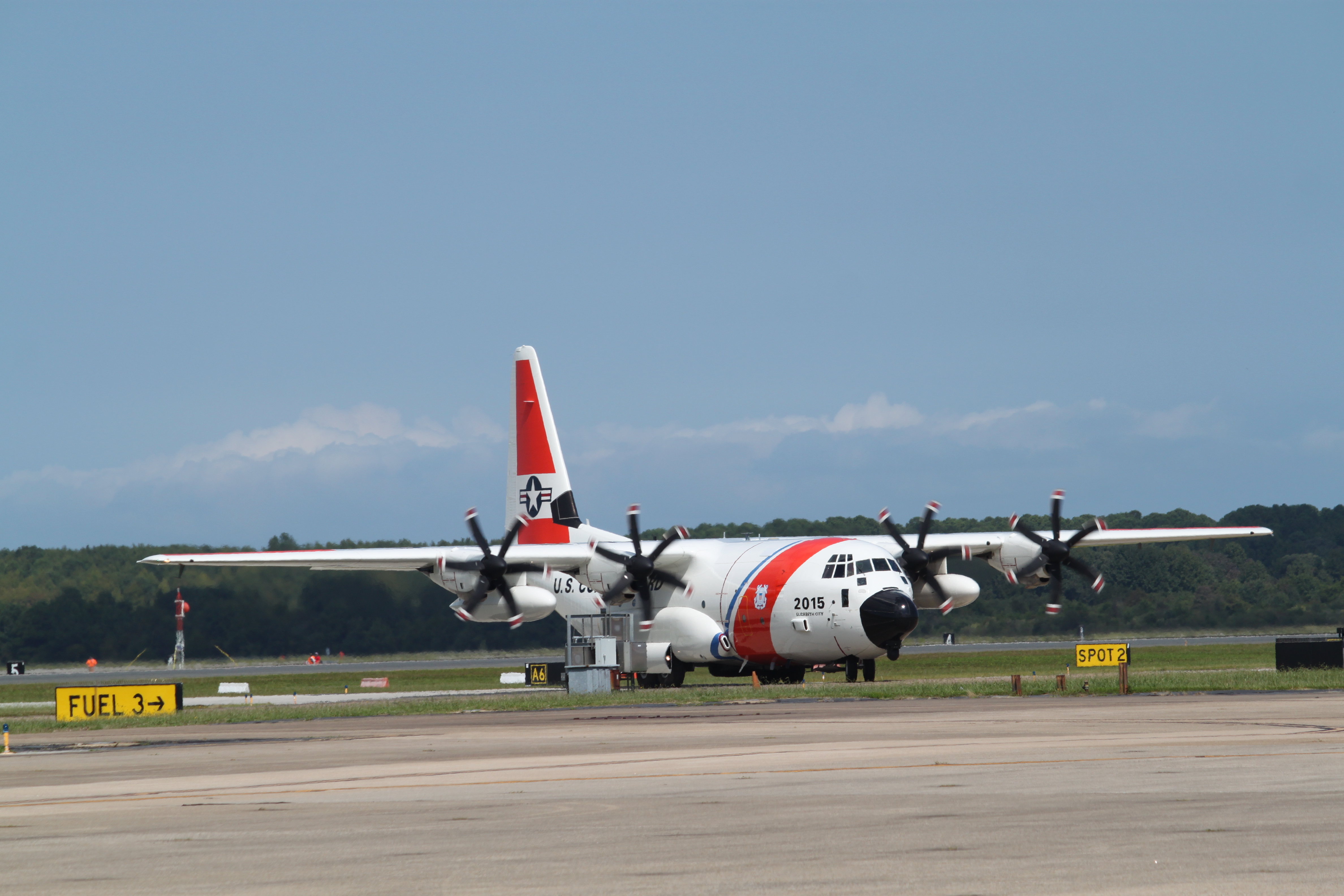
HC-130J

## 概觀
美國早期歷史並沒有專責海上事務的組織，後來考量有關機關間權責不清，致無法有效執行聯邦任務，才由五個聯邦機關合併組成，他們分別是緝私船隊、海上救生隊、航務局、輪船檢查局及燈塔局，現在的美國海岸防衛隊傳承各原單位特有精神，成為具多元執行任務，且是唯一被國會授權於和平時期扮演執法角色的準軍事組織，也是美國第五個軍種，肩負國土防衛之責任。其組織整併沿革概可分為以下幾個重要階段：
- 1790年：在財政部下的水陸關稅隊。
- 1863年：成立緝私船隊。
- 1915年：緝私船隊與1848年成立的海上救生隊合併，設置海岸防衛隊。
- 1939年：將燈塔局併入。
- 1946年：將輪船檢查局併入。
- 1967年：海岸防衛隊移屬運輸部。
- 2003年：海岸防衛隊移屬國土安全部。

## 執法區

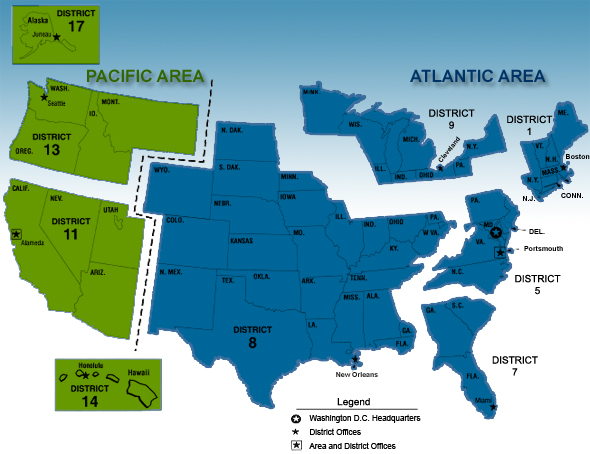
執法區

美國海軍警衛隊配備大型巡邏艦及各式設備，具備在全球各地水域實施執法行動的能力。而在美國國內分為2個區域指揮部，大西洋區域和太平洋區域。各由一名中將領導，每個區域指揮部下轄幾個地區指揮部，全國共有9個地區指揮部。每個地區的指揮官由一名少將擔任，每個地區指揮部備有巡邏艦及航空機隊，並各自負責一部分美國海岸線。
| 地區     | 區域   | 地區總部             | 責任區                                                             | Note                      |
| -------- | ------ | -------------------- | ------------------------------------------------------------------ | ------------------------- |
| 第一區   | 大西洋 | 馬薩諸塞州波士頓     | 新英格蘭區域，紐約州東部及新澤西州北部                             | 1 （页面存档备份，存于）  |
| 第五區   | 大西洋 | 弗吉尼亞州樸次茅斯   | 賓夕凡尼亞州、新澤西州南部、弗吉尼亞州、特拉華州、馬里蘭州及北卡州 | 5 （页面存档备份，存于）  |
| 第七區   | 大西洋 | 佛羅里達州邁阿密     | 南卡羅來納州、喬治亞州、佛羅里達州東部、波多黎各以及美屬維京群島   | 7 （页面存档备份，存于）  |
| 第八區   | 大西洋 | 路易斯安那州新奧爾良 | 美國西部河流和墨西哥灣                                             | 8 （页面存档备份，存于）  |
| 第九區   | 大西洋 | 俄亥俄州克里夫蘭     | 五大湖區域                                                         | 9 （页面存档备份，存于）  |
| 第十一區 | 太平洋 | 加利福尼亞州阿拉米達 | 加利福尼亞、亞利桑那州、內華達州及猶他州                           | 11 （页面存档备份，存于） |
| 第十三區 | 太平洋 | 華盛頓州西雅圖       | 俄勒岡州，華盛頓，愛達荷州及蒙大拿州                               | 13 （页面存档备份，存于） |
| 第十四區 | 太平洋 | 夏威夷州檀香山       | 夏威夷州及太平洋屬地                                               | 14 （页面存档备份，存于） |
| 第十七區 | 太平洋 | 阿拉斯加州朱諾       | 阿拉斯加州                                                         | 17 （页面存档备份，存于） |

而每個地區指揮部又下轄數個分區，分區內備有小艇，並各自負責分區內的任務。現時全美共有35個分區。分區通常由上校領導，分區下轄有站或群編制。不同的分區編制上可能有所不同。
| 地區     | 地區標誌                   | 分區                       | 分區指揮部           |
| -------- | -------------------------- | -------------------------- | -------------------- |
| 第一區   |                            | 新英格蘭北部分區           | 緬因州南波特蘭       |
| 第一區   | 波士頓分區                 | 馬薩諸塞州波士頓           |                      |
| 第一區   | 新英格蘭東南部分區         | 馬薩諸塞州伍茲霍爾         |                      |
| 第一區   | 長島灣分區                 | 康涅狄格州紐黑文           |                      |
| 第一區   | 紐約分區                   | 紐約州紐約市史泰登島       |                      |
| 第五區   |                            | 特拉華灣分區               | 賓夕法尼亞州費城     |
| 第五區   | 馬里蘭州-國家首都地區      | 馬里蘭州巴爾的摩           |                      |
| 第五區   | 弗吉尼亞分區               | 弗吉尼亞州朴茨茅斯         |                      |
| 第五區   | 北卡羅來納分區             | 北卡羅萊納州大西洋海灘     |                      |
| 第七區   |                            | 查爾斯頓分區               | 南卡羅來納州查爾斯頓 |
| 第七區   | 傑克遜維爾分區             | 佛羅里達州傑克遜維爾       |                      |
| 第七區   | 邁阿密分區                 | 佛羅里達州邁阿密           |                      |
| 第七區   | 西礁島分區                 | 佛羅里達州西礁島           |                      |
| 第七區   | 聖彼得堡分區               | 佛羅里達州聖彼得斯堡       |                      |
| 第七區   | 聖胡安分區                 | 波多黎各聖胡安             |                      |
| 第八區   |                            | 俄亥俄河谷分區             | 肯塔基州路易斯維爾   |
| 第八區   | 上密西西比分區             | 密蘇里州聖路易斯           |                      |
| 第八區   | 下密西西比分區             | 田納西州孟菲斯             |                      |
| 第八區   | 莫比爾分區                 | 阿拉巴馬州莫比爾           |                      |
| 第八區   | 新奧爾良分區               | 路易斯安那州新奧爾良,      |                      |
| 第八區   | 休斯敦-加爾維斯頓分區      | 德克薩斯州休斯敦           |                      |
| 第八區   | 科珀斯克里斯蒂區           | 德克薩斯州科珀斯克里斯蒂市 |                      |
| 第九區   |                            | 水牛城分區                 | 紐約州水牛城         |
| 第九區   | 底特律分區                 | 密歇根州底特律             |                      |
| 第九區   | 密歇根湖分區               | 威斯康星州密爾沃基         |                      |
| 第九區   | 蘇聖瑪麗分區               | 密歇根州蘇聖瑪麗           |                      |
| 第十一區 |                            | 舊金山分區                 | 加利福尼亞州舊金山   |
| 第十一區 | 洪堡灣分區（Humboldt Bay） | 加利福尼亞州麥金利維爾     |                      |
| 第十一區 | 洛杉磯區-長灘分區          | 加利福尼亞州聖佩德羅       |                      |
| 第十一區 | 聖地亞哥分區               | 加利福尼亞州聖地亞哥       |                      |
| 第十三區 |                            | 普吉特海灣分區             | 華盛頓州西雅圖       |
| 第十三區 | 哥倫比亞河分區             | 俄勒岡州阿斯托里亞         |                      |
| 第十三區 | 北灣分區                   | 俄勒岡州北灣市             |                      |
| 第十四區 |                            | 檀香山分區                 | 夏威夷州檀香山       |
| 第十四區 | 關島分區                   | 關島聖麗塔                 |                      |
| 第十七區 |                            | 安克雷奇分區               | 阿拉斯加州安克雷奇   |
| 第十七區 | 朱諾分區                   | 阿拉斯加州朱諾             |                      |

至於在美國境外有三個主要的指揮部：

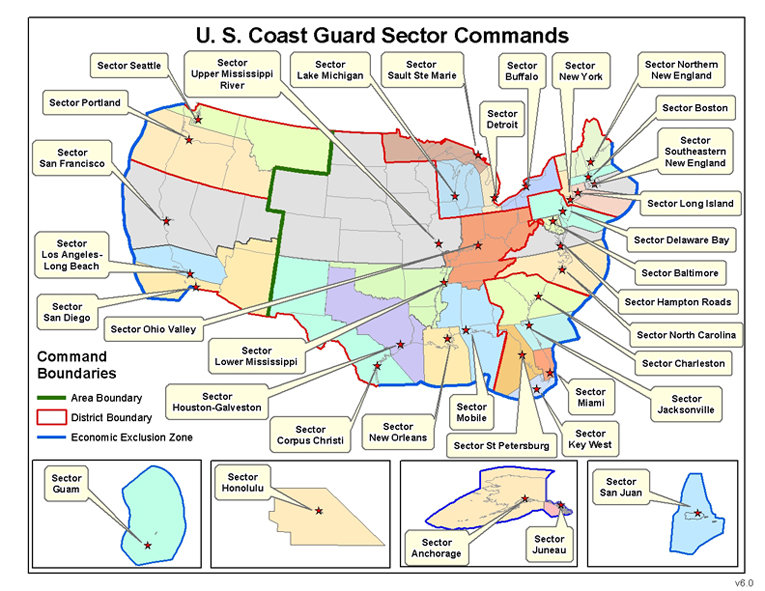
指揮分區

- 美國海岸防衛隊遠東行動中心，指揮部位於日本橫田空軍基地。遠東行動中心透過指揮部署在韓國的港口安全單位，協助美國駐韓海軍部隊（英语：United States Naval Forces Korea）。檢查美國的海外船舶及太平洋運營的外國船舶。提供海上安全，保安，培訓和國際援助。
- 海岸警衛隊歐洲行動中心位於荷蘭斯欣嫩。
- 西南亞巡邏部隊的總部位於巴林的麥納麥。 西南亞巡邏部隊成立於2002年。其任務是訓練，組織，裝備，支援和部署待命的海岸警衛隊，以支援中央司令部和維護美國國家安全。

## 航空站
美國海岸防衛隊航空站下轄航空機隊，並為美國海岸警衛隊其他單位提供航空支援。現時海岸防衛隊在全美共有24處航空站，各航空站指揮官受地區指揮部指揮官管轄。

## 階級
美國海岸防衛隊軍官階級上分十級，由O-1至O-10，階級上可與美國海軍軍官軍階相對應。至於准尉以及士官兵級別，亦跟美國海軍軍階差別不大。

### 軍官
| 美軍等級 | O-10 | O-9  | O-8  | O-7  | O-6  | O-5  | O-4  | O-3  | O-2  | O-1  |
| 等級圖樣 |      |      |      |      |      |      |      |      |      |      |
| 階級     | 上將 | 中將 | 少將 | 准將 | 上校 | 中校 | 少校 | 上尉 | 中尉 | 少尉 |

### 准尉
| 美軍等級 | W-4      | W-3      | W-2      |
| 等級圖樣 |          |          |          |
| 階級     | 四級准尉 | 三級准尉 | 二級准尉 |

### 士兵及士官
| 美軍等級 | OR-9               | OR-9                 | OR-9         | OR-9     | OR-8       | OR-7   | OR-6 | OR-5 | OR-4 | OR-3   | OR-2   | OR-1   |
| 等級圖樣 |                    |                      |              |          |            |        |      |      |      |        |        |        |
| 等級     | 海岸防衛隊總軍士長 | 海岸防衛隊副總軍士長 | 指揮總軍士長 | 總軍士長 | 高級軍士長 | 軍士長 | 上士 | 中士 | 下士 | 上等兵 | 一等兵 | 二等兵 |

## 主要艦艇
2019年，美国海岸警卫队擁有243艘超過65尺的巡邏艦及約1400艘小於65尺的快艇。
| 級別         | 類型       | 噸位     | 數量         | 相片 | 備註  |
| 希利級       | 破冰船     | 16,250噸 | 現役1艘      |      |       |
| 北極級       | 破冰船     | 11,000噸 | 現役1艘      |      |       |
| 哨兵級       | 破冰船     |          |              |      | [ 6 ] |
| 传奇级       | 巡逻舰     | 4,600噸  | 現役9艘      |      |       |
| 伊登頓級     | 救援打撈船 | 3484噸   | 1艘          |      |       |
| 杜松子級     | 遠洋設標船 | 2,000噸  | 16艘         |      |       |
| 聲望級       | 巡逻舰     | 1800噸   | 現役13艘     |      |       |
| 信賴級       | 巡逻舰     | 1,145噸  | 現役12艘     |      |       |
| 看守人級     | 設標船     | 850噸    | 14艘         |      |       |
| 海灣級       | 破冰拖船   | 662噸    | 9艘          |      |       |
| 哨兵級       | 巡逻舰     | 360噸    | 現役30艘以上 |      |       |
| 島嶼級       | 巡邏艦     | 168噸    | 2艘          |      |       |
| 海洋守護者級 | 巡邏艦     | 91噸     | 72艘         |      |       |

## 航空機隊
| HC-130J 大力神 | 19架 |  |
| HC-144海洋哨兵 | 18架 |  |
| C-27J 斯巴達人 | 14架 |  |
| C-37A/B        | 2架  |  |
| MH-60T 松鴉鷹  | 42架 |  |
| MH-65 海豚     | 97架 |  |

## 個人武器
| 型號               | 圖片 | 原產地        | 類別             | 口徑      | 細節                        |      |
| 手槍               | 手槍 | 手槍          | 手槍             | 手槍      | 手槍                        | 手槍 |
| ------------------ | ---- | ------------- | ---------------- | --------- | --------------------------- | ---- |
| M9                 |      | 義大利 · 美国 | 半自動手槍       | 9×19mm    |                             |      |
| SIG P229 DAK       |      | 德国          | 半自動手槍       | .40 S&W   |                             |      |
| 格洛克19 MOS       |      | 奥地利        | 半自動手槍       | 9×19mm    |                             |      |
| 突擊步槍／戰鬥步槍 |      |               |                  |           |                             |      |
| M16A2              |      | 美国          | 突擊步槍         | 5.56×45mm |                             |      |
| M4A1               |      | 美国          | 突擊步槍         | 5.56×45mm |                             |      |
| Mk 18              |      | 美国          | 突擊步槍         | 5.56×45mm |                             |      |
| M14 Tactical       |      | 美国          | 戰鬥步槍         | 7.62×51mm |                             |      |
| 散彈槍             |      |               |                  |           |                             |      |
| M870               |      | 美国          | 泵動式散彈槍     | 12鉛徑    |                             |      |
| Saiga-12           |      | 俄羅斯        | 半自動散彈槍     | 12鉛徑    |                             |      |
| 狙擊步槍           |      |               |                  |           |                             |      |
| Mk 11 Mod 0        |      | 美国          | 半自動狙擊步槍   | 7.62×51mm |                             |      |
| Mk 11 Mod 2        |      | 美国          | 半自動狙擊步槍   | 7.62×51mm |                             |      |
| M107 SASR          |      | 美国          | 半自動反器材步槍 | 12.7×99mm |                             |      |
| Robar RC-50        |      | 美国          | 栓動式反器材步槍 | 12.7×99mm |                             |      |
| 機槍               |      |               |                  |           |                             |      |
| M240               |      | 美国 · 比利时 | 通用機槍         | 7.62×51mm |                             |      |
| M2HB               |      | 美国          | 重機槍           | 12.7×99mm | 固定在載具或腳架上使用      |      |
| 榴彈發射器         |      |               |                  |           |                             |      |
| Mk 19              |      | 美国          | 自動榴彈發射器   | 40×53mm   |                             |      |
| M203               |      | 美国          | 下掛式榴彈發射器 | 40×46mm   | 下掛在M16A2戓M4卡賓槍護木下 |      |

## 院校
美國海岸防衛隊學院是美國海岸防衛隊的軍事學院，學院位於康涅狄格州新倫敦，負責為海岸防衛隊培訓軍官。學院為在校學生同時提供大學及軍事教育。因此，所有的軍校生畢業時均擁有學士學位，同時亦會任官為少尉。

## 事件
2019年3月25日，兩艘分別隸屬美國海軍及美國海岸防衛隊的艦艇「柯蒂斯．威爾伯號」與「巴索夫號」共同穿越台灣海峽。这是美國海岸防衛隊首次派遣艦艇穿越台海。
2021年5月10日，伊朗革命衛隊13艘快艇接近在霍爾木茲海峽巡航的美國軍艦編隊，最近時僅有150碼，美國海岸防衛隊巡邏艇「毛伊號」以機槍對空射擊30發示警。
2021年8月26日，在美國海軍第七艦隊指揮下，美國海岸防衛隊巡邏艦「穆洛」號與日本海上自衛隊進行聯合演習，隨後於8月27日聯同美國海軍驅逐艦基德號通過台灣海峽。

## 流行文化

### 影視作品
- 《世界異戰[9]》
- 《超人：鋼鐵英雄》

## 外部連結
- U.S. Coast Guard Website 美國國會圖書館的存檔，存档日期2011-03-04
- U.S. Coast Guard Videos （页面存档备份，存于）
- USCG Homeport Website
- Coast Guard Personnel Locator （页面存档备份，存于）
- How to join the U.S. Coast Guard （页面存档备份，存于）
- U.S. Coast Guard Auxiliary Website （页面存档备份，存于）
- Coast Guard Magazine （页面存档备份，存于）
- Coast Guard Channel （页面存档备份，存于）
- Coast Guard News （页面存档备份，存于）
- Coast Guard manuals online （页面存档备份，存于）
- Congressional Research Service (CRS) Reports regarding the U.S. Coast Guard
- U.S. Coast Guard Fact File （页面存档备份，存于）
- National Technical Information Service （页面存档备份，存于）
- USCG News

1. ↑  由美國海上缉私特遣队發展而來
2. ↑  “美国海关缉私局”和“美國救生服務局”正式合并，形成现今的“美国海岸警卫队”